# Mortagne-sur-Sèvre

Mortagne-sur-Sèvre este o comună în departamentul Vendée, Franța. În 2009 avea o populație de 6,050 de locuitori.